# Alexandra Makovskaïa

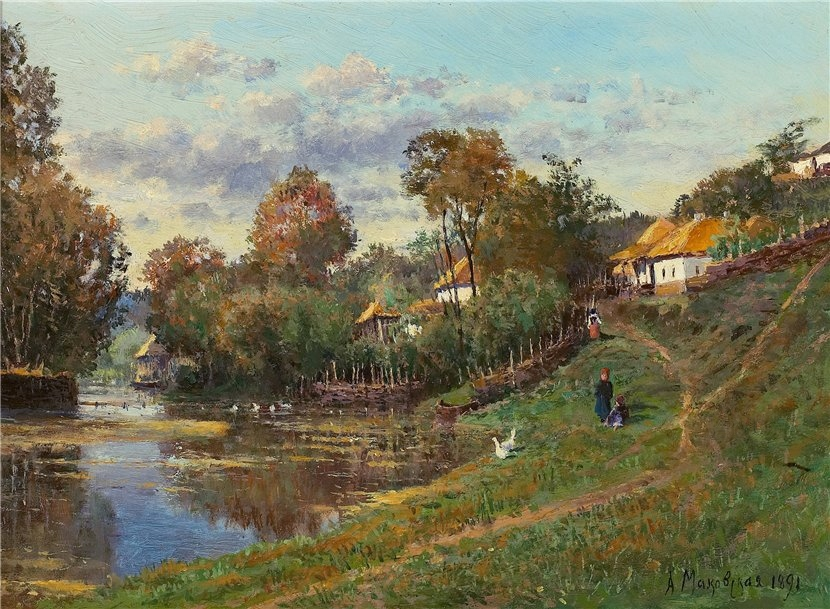
Paysage en Ukraine (1891)

Alexandra Makovskaïa (en russe : Александра Егоровна Маковская ; 1837-1915) est une peintre russe de paysages.
L'œuvre de Makovskaia est peu connue et n'est pratiquement pas étudiée. Les tableaux de Makovskaïa sont pourtant des exemples uniques de paysages dans la seconde moitié du XIXe siècle. Le fait qu'elle ait participé pendant plus de 30 ans à des expositions témoigne de l'importance de sa production. Comme le disait Vladimir Stassov, Makavskoaïa était parmi ceux qui poursuivent simplement leur œuvre, pour elle créer de magnifiques paysages avec talent et succès.

## Biographie
Makovskaïa est née en 1837 à Moscou, dans l'Empire russe. Elle est l'aînée des enfants d'un amateur d'art de Moscou, un des fondateurs de l'école de peinture et de sculpture de Moscou Egor Makovski (ru) (1800—1866).
Le père a contribué à l'éducation artistique de ses enfants. Ses frères Constantin, Nikolaï et Vladimir Makovski sont tous devenus des peintres russes réputés. Sa sœur Maria Makovskaïa, est devenue actrice. Alexandra a commencé la peinture relativement tard, au début des années 1860, à l'âge de 33 ans. Elle n'a pas reçu de formation académique professionnelle, mais elle a étudié avec ses frères Vladimir, Nikolaï, et Constantin.
Après le divorce de ses parents Alexandra Makovskaïa vit avec sa mère Lioubov Kornilovna Makovskaïa à Saint-Pétersbourg. Elle ne se marie pas.
À partir de 1866, elle participe à des expositions. Elle expos aux expositions de l'Académie russe des beaux-arts (1866-1868), à la Société impériale d'encouragement des beaux-arts (1867), aux expositions des Ambulants (1878-1893, avec des interruptions), à la société moscovite des amateurs d'art (1881-1896, avec des interruptions), à la société des aquarellistes russes (1888-1889), à Mir Iskousstva (1902).
En 1997, des tableaux d'elle sont présentés lors de l'exposition La Famille Makovski organisée par la Galerie Tretiakov.
Elle est décédée en 1915 à Moscou (selon d'autres sources à Saint-Pétersbourg), mais est enterrée à Saint-Pétersbourg.

## Œuvres
La production d'Alexandra Makovskaïa était populaire auprès des amateurs russes de peinture et des œuvres d'elle sont conservées dans les collections de Pavel Tretiakov, S. А. Bakhrouchine et d'autres. On retrouve ses toiles dans de nombreux musées, dans des collections privées et encore à la Galerie Tretiakov. La collection du Musée-réserve de l'État d'histoire, d'architecture et de peinture de Ples expose une toile de Makovskaïa qui est dans ses collections depuis 1975 : la toile Au bois, sur bois, 14 × 19,5 cm (1874).

Paysages d'Alexandra Makovskaïa
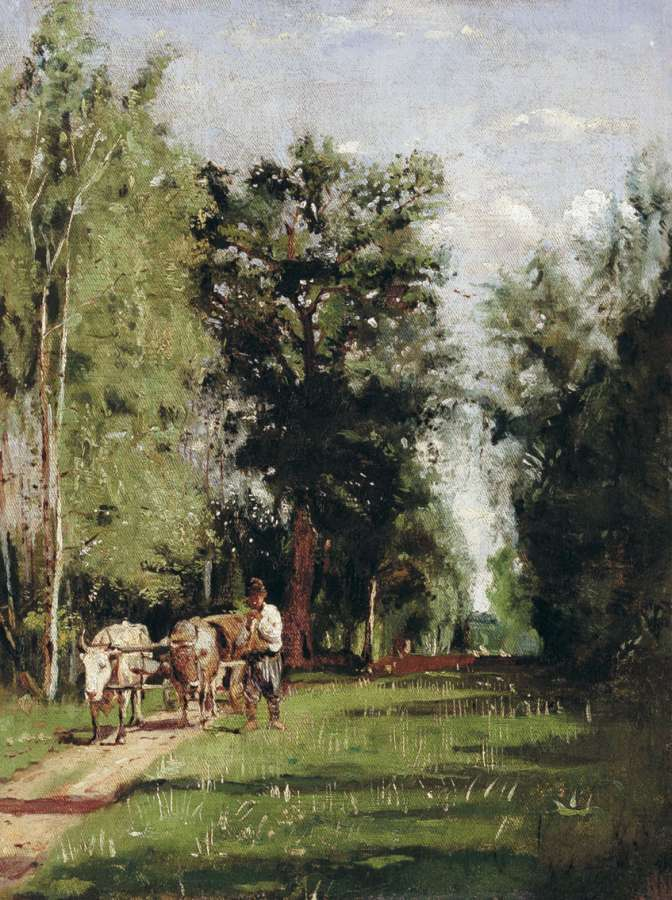
Paysage avec un charettier
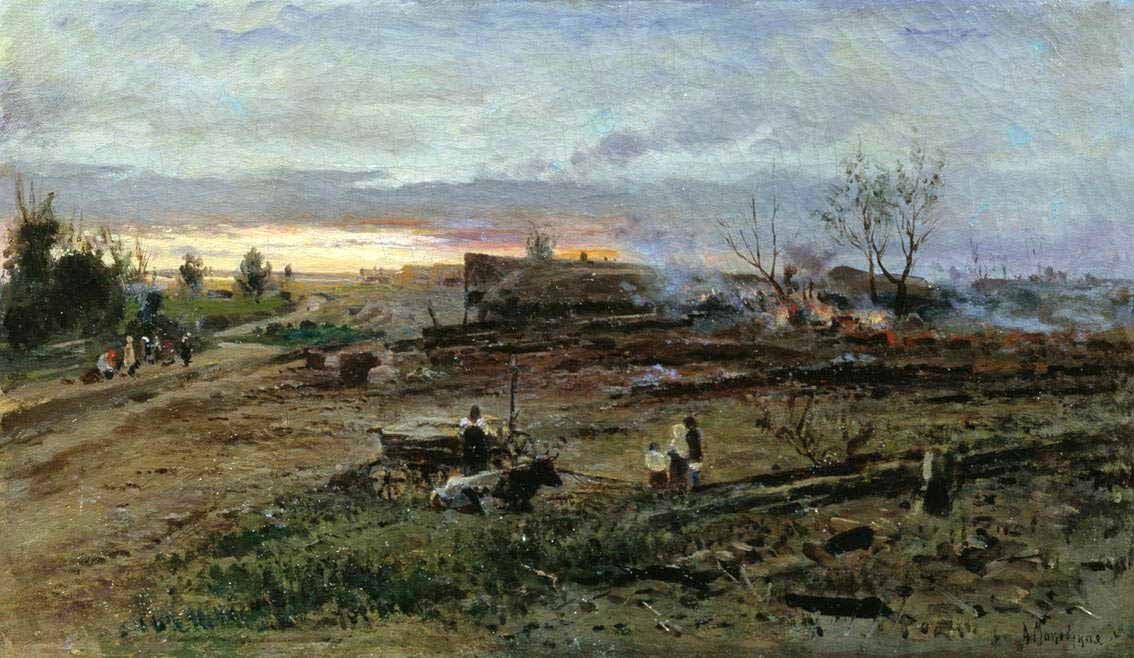
Le feu au village
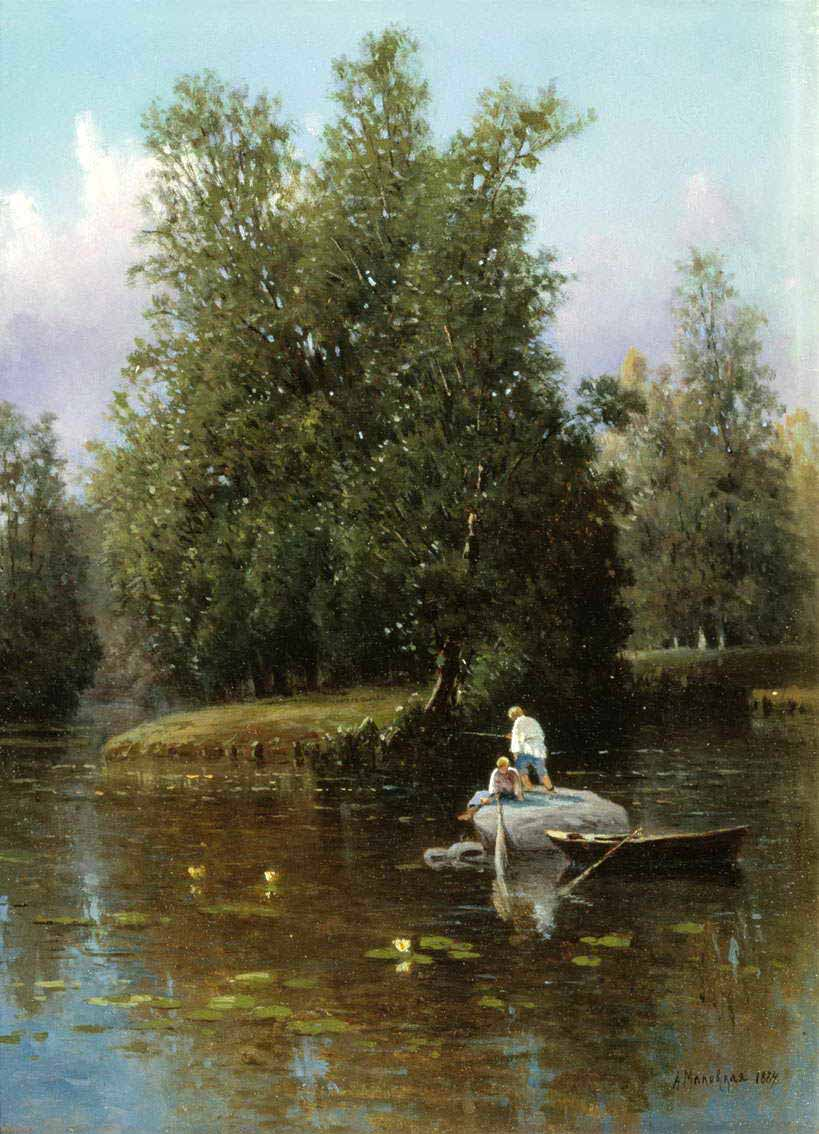
Sur la rivière près de Saint Pétersbourg (1884)